# 恋恋剧中人
《戀戀劇中人》是2021年由愛奇藝和BKW Studio、取經人影業聯合製作的全新視覺感官劇綜藝交互真人秀。由喬欣、許魏洲、吳宣儀、王琳凱擔任見習編劇。 

## 搭檔保密書

### 喬欣/許魏洲
- 每日必須保證3小時以上工作。
- 合作期間必須要相親相愛。
- 兩人每天必須在編劇之家做一頓飯。
- 答應對方或雙方約定的事一定要做到。
- 每日劇本任務通過郵件發送，兩人必須互相督促，按時交稿。

### 吳宣儀/小鬼
- 開會遲到者罰款給對方5000元。

## 參與者
| 組別 | 姓名   | 生日           | 職業         |
| ---- | ------ | -------------- | ------------ |
| 1    | 喬欣   | 1993年11月23日 | 演員         |
| 1    | 許魏洲 | 1994年10月20日 | 演員、歌手   |
| 2    | 吳宣儀 | 1995年1月26日  | 演員、歌手   |
| 2    | 王琳凱 | 1999年5月20日  | 歌手、製作人 |

## 分期內容
| 期數 | 播出日期      | 主題            | 內容           |
| ---- | ------------- | --------------- | -------------- |
| 1    | 2021年8月19日 | 和搭檔 初次見面 | 設定人物       |
| 2    | 2021年8月27日 | 出發吧！搭檔    | 最不可能的初遇 |

## 外部連結
- 恋恋剧中人的新浪微博
- 《恋恋剧中人》爱奇艺专页（简体中文）
- 《恋恋剧中人》爱奇艺台湾站专页（繁體中文）